# Rosara Joseph
Rosara Joseph (Christchurch, 21 februari 1982) is een wielrenster en mountainbikester uit Nieuw-Zeeland.
In 2006 nam Joseph deel aan de Gemenebestspelen, waar ze een zilveren medaille haalde bij het onderdeel mountainbike.
Op de Olympische Zomerspelen van Beijing in 2008 reed Joseph op het onderdeel cross-country bij het mountainbiken, waar ze een negende plaats haalde.
Op het Nieuw-Zeelands kampioenschap wielrennen voor elite in 2008 werd ze tweede achter Melissa Holt.
- Gemeinsame Normdatei: 1044336919
- International Standard Name Identifier: 0000 0001 3928 2867
- Library of Congress Control Number: no2011176533
- Nationale Bibliotheek van Israël: 987007355593805171
- Nederlandse Thesaurus van Auteursnamen: 369239008
- Virtual International Authority File: 198574706
- WorldCat: E39PBJm9b4frygvkbCdK7FhT73